# Linia kolejowa 134 Šaľa – Neded
Linia kolejowa nr 134 Šaľa – Neded – linia kolejowa na Słowacji o długości 19 km, łącząca miejscowości Šaľa i Neded. Jest to linia jednotorowa i niezelektryfikowana.